# 赫納斯峰
85°59′S 154°55′W / 85.983°S 154.917°W
赫納斯峰（Heinous Peak），是南極洲的山峰，位於阿蒙森海岸，處於克羅基特山東北面2公里和沃恩山東南面11公里，屬於毛德王后山脈中海斯山脈的一部分，海拔高度約3,300米，現時由南極條約體系管理。